# Сура Аль-Мумінун
Сура Аль-Мумінун (араб. سورة المؤمنون‎) або Віруючі — двадцять третя сура Корану. Мекканська, містить 118 аятів.